# Andrejs Elksniņš
Andrejs Elksniņš (ur. 13 grudnia 1982 w Rydze) – łotewski prawnik i polityk, w latach 2011–2017 poseł na Sejm XI i XII kadencji. W latach 2017, 2019–2020 i od 2021 mer Dyneburga.

## Życiorys
Po ukończeniu szkoły średniej w Dyneburgu kształcił się na dwustopniowych studiach prawniczych w Łotewskiej Akademii Policyjnej (Latvijas Policijas akadēmija, LPA). W 2009 rozpoczął studia aspiranckie w Katedrze Politologii oraz Teorii Państwa i Prawa Wydziału Prawnego Moskiewskiego Uniwersytetu Państwowego im. Łomonosowa.
W młodości zatrudniony m.in. na policji, był także wykładowcą LPA. Podjął pracę jako adwokat przysięgły we własnej kancelarii.
W wyborach w 2011 był kandydatem Centrum Zgody na urząd ministra sprawiedliwości. Uzyskał mandat posła na Sejm XI kadencji w okręgu kurlandzkim. W wyborach w 2014 uzyskał reelekcję jako kandydat Socjaldemokratycznej Partii „Zgoda”.
W wyborach w 2017 i 2021 wchodził w skład rady miejskiej Dyneburga. W 2017 i w latach 2019-2020 sprawował funkcję mera tego miasta. Po raz kolejny wybrany na to stanowisko w 2021.
Był członkiem Europejskiego Stowarzyszenia Adwokatów Karnych (European Criminal Bar Association, ECBA) oraz Grupy Konsultacyjnej Ekspertów Prawnych „Fair Trails International” pod patronatem Komisji Europejskiej.